# Andritz Schuler

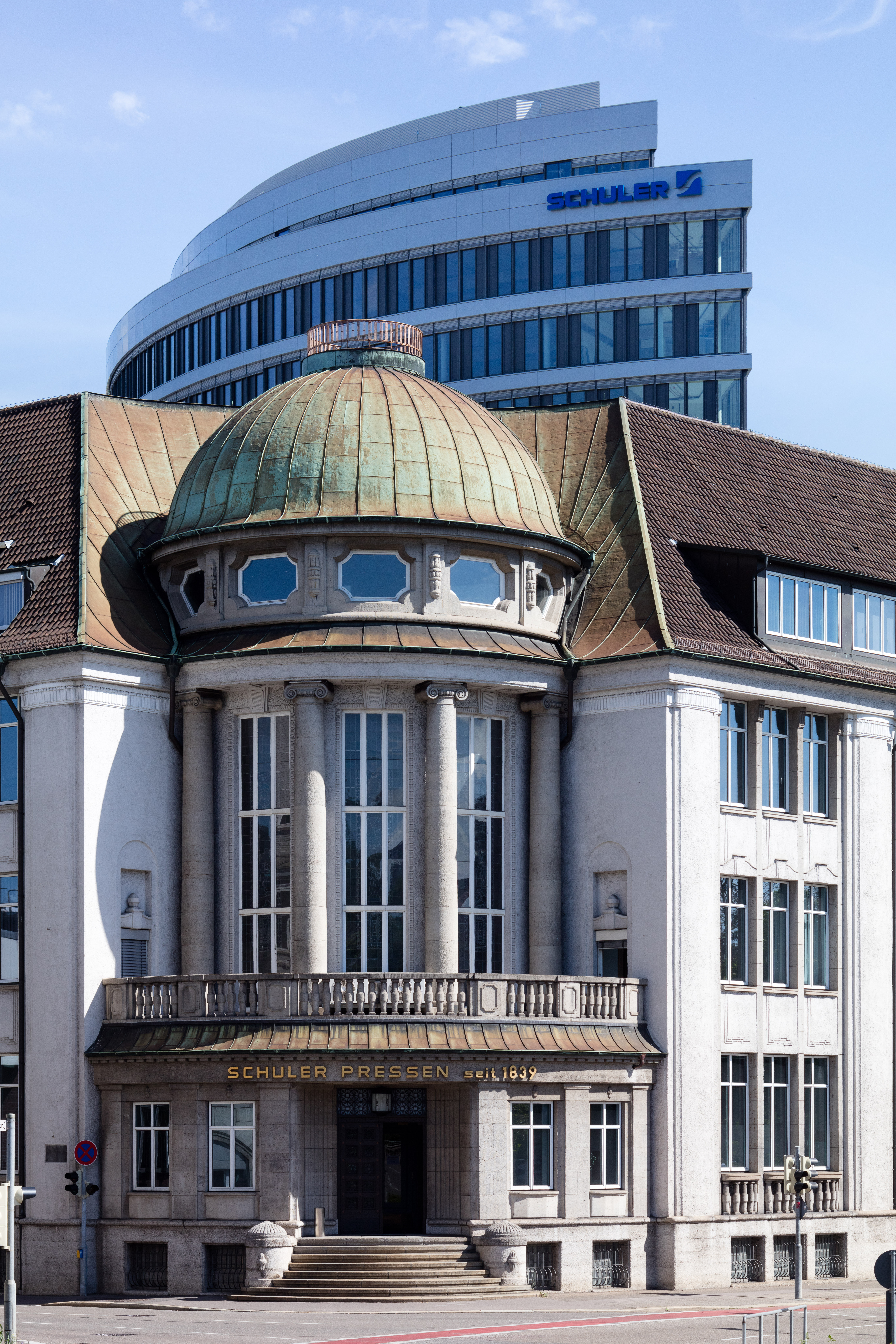
Hauptsitz der Andritz Schuler GmbH in Göppingen

Die Andritz Schuler GmbH (bis 2025: Schuler Group GmbH) mit Stammsitz im baden-württembergischen Göppingen ist ein deutsches Unternehmen auf dem Gebiet der Umformtechnik und der weltweit größte Hersteller von Pressen. Auf den Pressen entstehen Karosseriebleche und andere Autoteile sowie zum Beispiel auch Spülbecken und Teile für Elektromotoren.
Das Unternehmen hat Produktionsstandorte in Deutschland, der Schweiz, Brasilien, USA und China und beliefert neben der Automobilindustrie deren Zulieferer, die Haushaltsgeräte- und Elektroindustrie sowie die Schmiede-, Energie-, Luft- und Raumfahrt- sowie die Eisenbahnindustrie und Münzstätten. Insgesamt ist das Unternehmen mit eigenen Standorten und Vertretungen in 40 Ländern präsent.
2016 präsentierte Schuler erstmals ein Konzept zum Thema Industrie 4.0. Im intelligenten, voll vernetzten Presswerk der Zukunft soll es möglich werden, mögliche Stillstände vorherzusagen und schon im Vorfeld abzuwenden. Ziel ist es, die Produktivität der Maschinen zu sichern, die Qualität der gefertigten Teile zu erhöhen und den Energiebedarf zu senken.
2021 folgte die „Digital Suite“, in der Schuler Lösungen zur Vernetzung der Umformtechnik bündelt. Dazu zählen unter anderem Cloud Services zur Überwachung etwa von Betriebszustand, Presskraft, Energiebedarf sowie Kühl- und Schmierkreisläufen, das Werkzeug-Überwachungssystem „Visual Die Protection“, „Track & Trace“ zur Nachverfolgung von Bauteilen oder der „Smart Assist“ zur Unterstützung beim Produktionsstart.
2022 verkündete Schuler die Übernahme der italienischen Sovema Group. Ziel ist die Entwicklung von Maschinen und Anlagen für Giga-Fabriken zur Massenproduktion von Lithium-Ionen-Batterien.
2025 teilte Schuler mit, künftig unter dem Namen Andritz Schuler aufzutreten. Der gemeinsame Marktauftritt soll die Transparenz erhöhen und Kunden den Zugang zu integrierten Lösungen vereinfachen.
Seit der Komplettübernahme durch die österreichische Andritz-Gruppe im Jahr 2020 verzichtet Schuler auf die Veröffentlichung eigener Kennzahlen.

## Geschichte

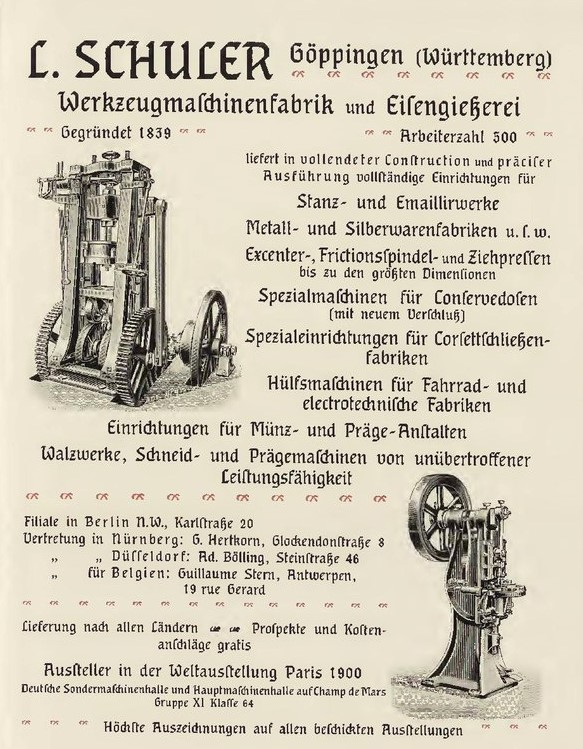
Anzeige für die Pariser Weltausstellung 1900

1839 gründete Louis Schuler das Unternehmen, das ab 1852 die ersten Blechbearbeitungsmaschinen produzierte. Im Jahr 1895 wurden die ersten Münzprägepressen nach China exportiert. Auf der Weltausstellung in Paris im Jahr 1900 zeigte Schuler die erste Transferpresse der Welt. 1924 wurde die erste Karosseriepresse für die Massenfertigung ausgeliefert. Ab 1961 begann die Internationalisierung. 1999 erfolgte der Börsengang und der Einstieg in die Lasertechnik mit der Übernahme der Firma Held Lasertechnik in Dietzenbach. Im Jahr 2007 wurde die Müller Weingarten AG von Schuler übernommen, zu der u. a. auch die Umformtechnik Erfurt gehörte. Durch die Übernahme entstand ein weltweit führender Anbieter von Umformtechnologie für die Metallverarbeitung mit einem Marktanteil von rund 35 Prozent.
Im selben Jahr führte Schuler die ServoDirekt Technologie für Pressen ein, die sich mittlerweile zum Industriestandard entwickelt hat.
2014 folgte die TwinServo Technologie.
Eine von Schuler gefertigte Doppelhebel-Tiefziehpresse aus dem Jahr 1928 blieb im Automobilwerk Eisenach erhalten und ist vor dem Museum Automobile welt in Eisenach als Technisches Denkmal aufgestellt, nachdem sie dort bis 1998 in Betrieb war.
Als im Herbst 2012 der Anteil der in Streubesitz befindlichen Aktien unter 10 % sank, wurde die Aktie der Schuler AG aus dem Aktienindex SDAX herausgenommen.
Die österreichische Andritz AG hat im Mai 2012 von der Familie Schuler-Voith 38,5 % der Aktien an der Schuler AG übernommen und den Aktionären ein Angebot über 20 Euro je Aktie unterbreitet. Mit dem Stand vom 15. Februar 2013 meldete Andritz bereits eine Beteiligungsquote von 93,57 Prozent, nachdem die Kartellbehörden zuvor ihre Zustimmung zur Übernahme erteilt hatten.
Der Vorstand der Schuler AG beschloss im Frühjahr 2014, den Widerruf der Börsenzulassung der Aktien der Schuler AG (Delisting) zu beantragen.
2017 wurde der Schuler Innovation Tower am Hauptsitz in Göppingen eingeweiht.
Im Rahmen der Sponsoring-Aktivitäten unterstützt Schuler Projekte in den Bereichen Wissenschaft, Forschung, Bildung, soziale Belange und Engagements an den Standorten. So hat etwa der Louis Schuler Fonds für Bildung und Wissenschaft e. V. den Auftrag, Nachwuchskräfte und Bildungseinrichtungen aus dem Bereich der Technik gezielt zu fördern.
Ab April 2019 errichten  Porsche und Schuler auf einem 13 Hektar großen Areal im Star Park nahe Halle (Saale) ein gemeinsames Presswerk. Dort hat im Juni 2021 die Fertigung von Karosserieteilen begonnen. Die Unternehmen investieren nach eigenen Angaben mehr als 100 Millionen Euro und wollen in der ersten Ausbaustufe 100 neue Arbeitsplätze schaffen.
Im Juli 2019 kündigte Schuler an, 500 Arbeitsplätze in Deutschland abzubauen. Die Produktion in Göppingen soll vollständig eingestellt und dafür die Fertigung in China und Brasilien ausgebaut werden.
Im November 2021 wurden die operativen Teile der Schuler AG in die neu gegründete Schuler Group GmbH übertragen. Die Schuler AG besteht als reine Finanzholding weiter, beschränkt sich aber auf das Halten von Beteiligungen; im Dezember 2021 wurden Name und Rechtsform in Andritz Deutschland Holding GmbH geändert.
Im September 2024 wurde bekanntgegeben, dass deutschlandweit insgesamt 474 Stellen abgebaut werden sollen und der Standort Weingarten geschlossen werden soll.